# Catasetum garnetianum
Catasetum garnetianum es una especie de orquídea de epifita, originaria de Brasil.

## Descripción
Es una especie de orquídea de tamaño mediano que prefiere el clima cálido,  epifita con pseudobulbos fusiformes completamente envueltos por vainas y que llevan  8 hojas, linear-oblanceoladas, de color verde, plegadas, con tres prominentes nervaduras. Florece en el verano en una inflorescencia de 28 cm de largo,  que lleva flores carnosas y fragantes.

## Distribución y hábitat
Se encuentra en el norte de Brasil en los bosques que bordean el río Amazonas.

## Taxonomía
Catasetum garnetianum fue descrito por Robert Allen Rolfe y publicado en The Gardeners' Chronicle & Agricultural Gazette III, 1888(2): 692. 1888.
Etimología
Ver: Catasetum